# Foersterella australis
Foersterella australis är en stekelart som beskrevs av Chris Burwell 1998. Foersterella australis ingår i släktet Foersterella och familjen raggsteklar. Inga underarter finns listade i Catalogue of Life.